# サミュエル・モールス
サミュエル・フィンリー・ブリース・モールス（英語: Samuel Finley Breese Morse、1791年4月27日 - 1872年4月2日）は、アメリカの画家、発明家。モールス電信機を発明し、モールス符号に名を残した。画家としても名を成している。
また、アメリカ合衆国における奴隷制確立を支持し、反カトリックと反移民運動も支援した。

## 生い立ち

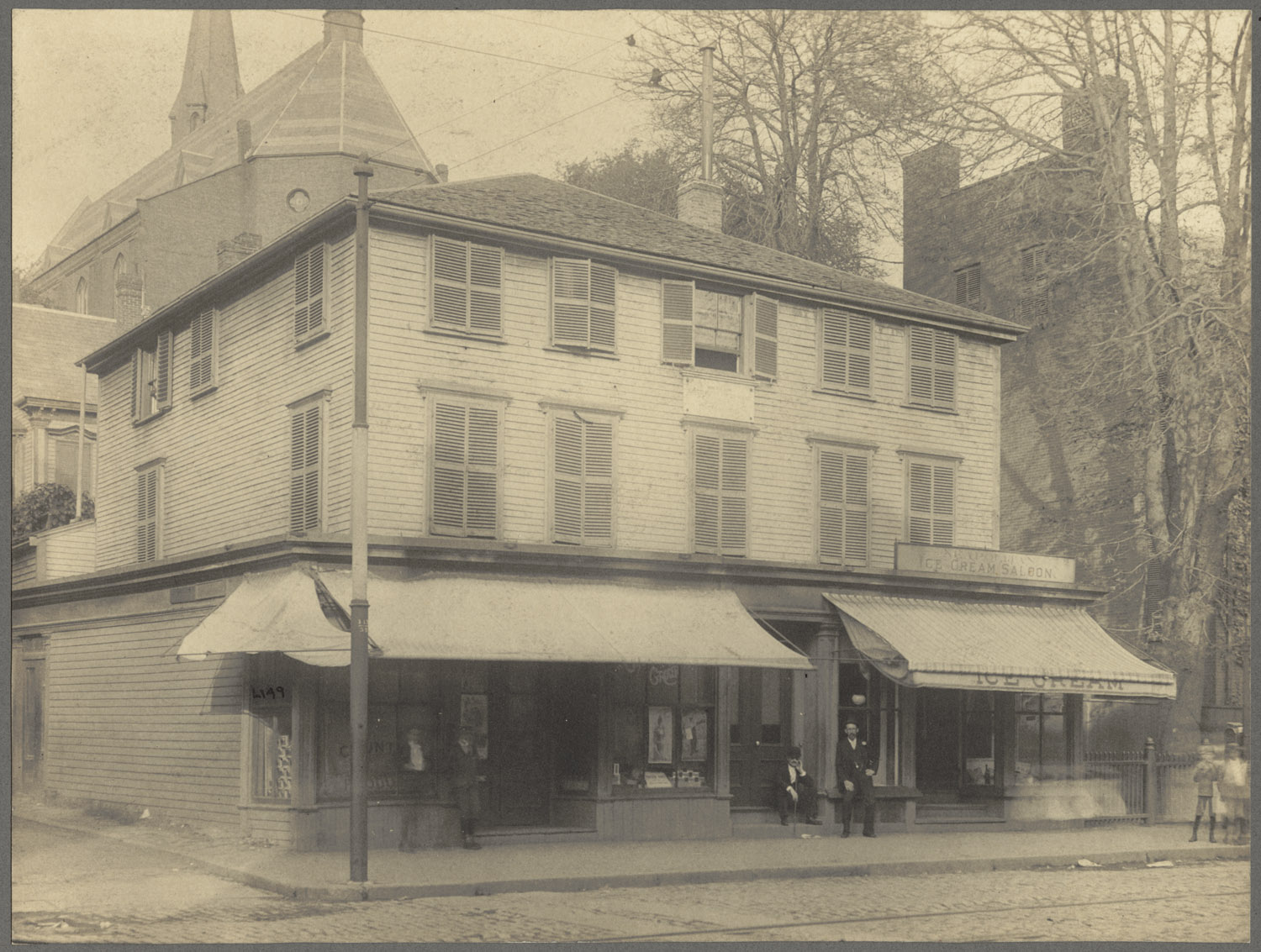
モールスの生家（チャールズタウン、1898年ごろの写真）

マサチューセッツ州チャールズタウン市（現ボストン市）生まれ。父はイギリス移民の牧師で、「アメリカ地理学の父」と称されるジェディディア・モールス (1761 - 1826)、母はアン・フィンリー・ブリース (1766 - 1828) である。父はカルヴァン主義の有名な伝道師で連邦党の支持者だった。彼はピューリタン的伝統の保持を望み、連邦党がイギリスとの同盟と強い中央集権政府を目指していると考えていた。教育についても連邦主義的枠組みを信じ、長男には、カルヴァン主義の道徳や慣習を教え込んだ。
マサチューセッツ州アンドーヴァーのフィリップス・アカデミーで学び、イェール大学に進学して宗教哲学や数学を学ぶ。また、イェール大学在学中にベンジャミン・シリマンやジェレマイア・デイの電気についての講義を受けている。絵画の才能を発揮し、それで身を立てるようになった。1810年、イェール大学卒業。

## 絵画
モールスの描いた Landing of the Pilgrims は、険しい顔で粗末な衣服を着た人々を描いており、彼のカルヴァン主義的信念を表現している。彼の絵は連邦主義者の心理を捉えた。イングランドから来たカルヴァン主義者が北米に宗教と政府というアイデアをもたらし、2つの国を結び付けたという連邦主義的考え方も表している。この作品は有名な画家ワシントン・オールストンの注意を惹きつけた。オールストンはモールスをイングランドに連れて行きベンジャミン・ウエストに会わせることにした。オールストンはモールスの父と相談し、イングランドで3年間絵画を学ばせることを決め、1811年7月15日、モールスはオールストンと共にリビア号という船で出航した。

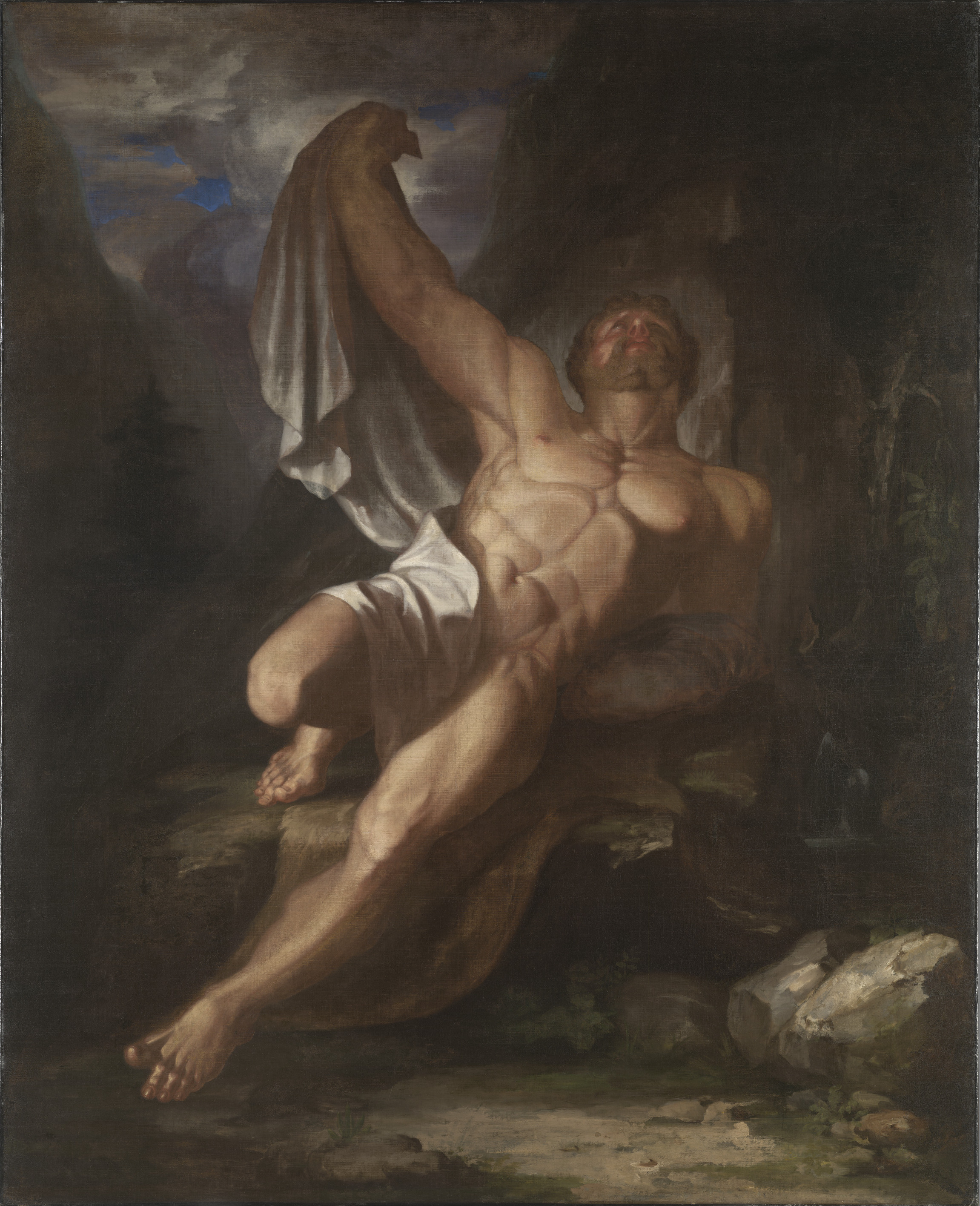
Dying Hercules (1812)

イングランドで、モールスはオールストンから絵画技法を徹底的に教え込まれた。1811年末、王立芸術院への入学許可を得る。そこでルネサンスの新古典主義の作品に感動し、ミケランジェロやラファエロの作品をじっくり観察した。人物の写生の訓練をし、解剖学的知識を吸収すると、モールスは初期の傑作とされる Dying Hercules を完成させた（絵画の前に習作として彫刻を作っている）。
Dying Hercules は、イギリスと連邦党への政治的声明と受け取られることもあった。このころ米英戦争が勃発している。反連邦党のアメリカ人たちはフランスと手を組んでイギリスと対抗しようとし、強い中央集権的政府は民主主義にとって危険と考えていた。
戦争が本格化したころ、モールスが両親に宛てた手紙の内容は反連邦主義的色彩が濃くなっていった。彼はそんな手紙の一通に「私は、北部諸州の連邦主義者が暴力的な対抗手段をとることで、フランスとの同盟より多くの損害を国家に与えたと断言する。彼らの議事録はイギリスの新聞にも掲載され、議会でも読まれ、国中に流布している…彼らは連邦主義者を臆病者と呼び、国家への反逆者なのだから反逆者として絞首刑にされるべきだと言っている」と記している。
父はモールスの政治的信条を変えさせることはなかったが、影響を及ぼし続けた。評論家はモールスのイングランドでのもう1つの傑作 Judgment of Jupiter に父のカルヴァン主義的考え方の影響が見られるとしている。ユーピテルは鷲を伴い、群衆の上に両腕を広げて立ち、審判を下している。マルペーッサは罪の意識と恥辱を表現するように夫の腕に身を投げ出そうとしている。優しくマルペーッサを愛していたイーダースは彼女を抱きとめようと急いでおり、アポローンは彼女の思いがけない決心に驚いて凝視している。
評論家は、ユーピテルが神の全能性（全ての出来事を見ている）を表していると示唆している。不倫に対する道徳観を表していると見る者もいる。19世紀初期のアメリカの絵画は宗教的テーマを扱ったものが多く、モールスの作品もその初期の例である。Judgment of Jupiter はモールスの宗教的信念を表すと同時に反連邦主義者への支持を表明した作品とされる。ウエストはこの作品を展覧会に出品しようとしたが、モールスの帰国のときが近づいていた。1815年8月21日イングランドを発ち、アメリカに戻ると画家として活動を開始した。

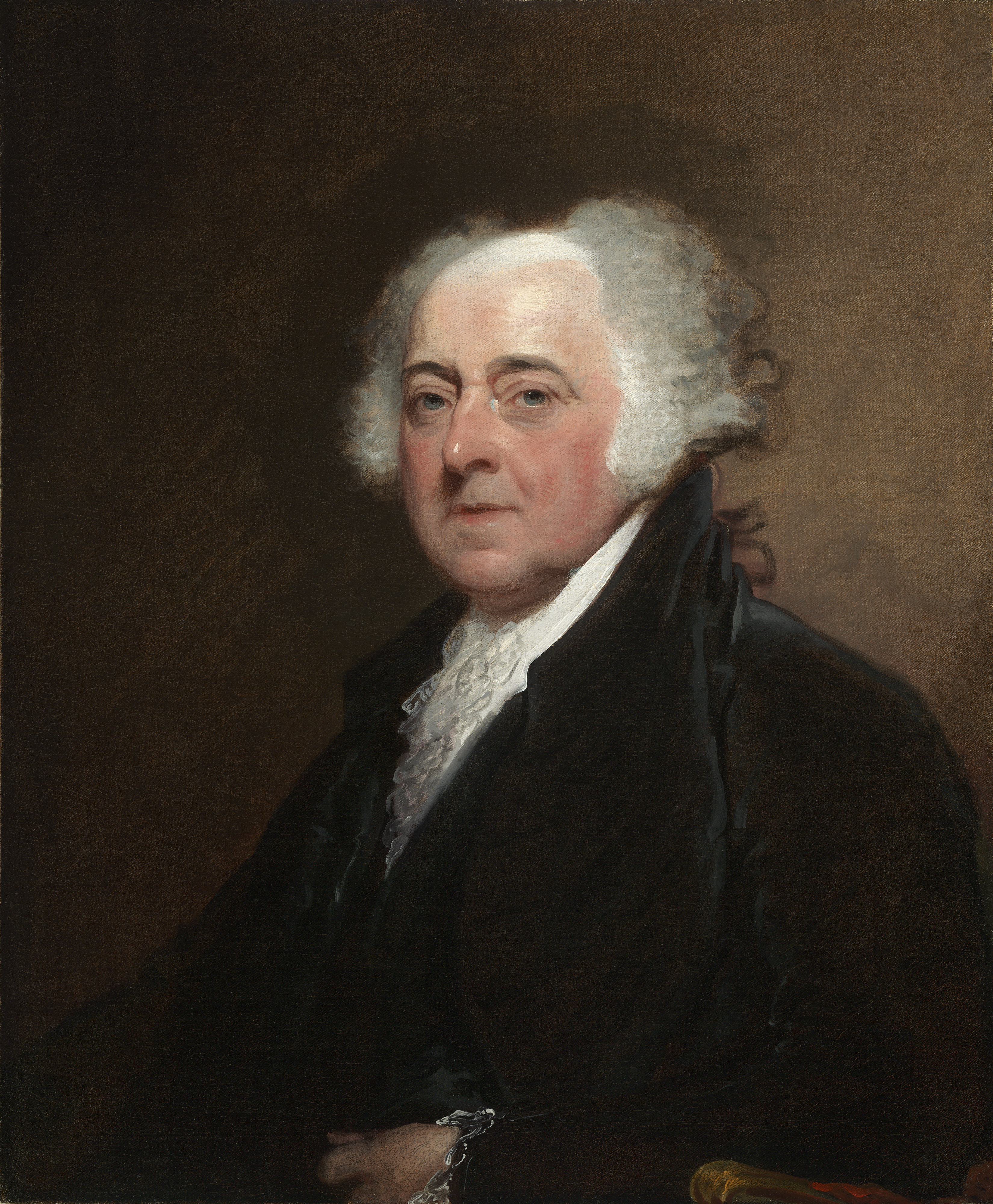
ジョン・アダムズの肖像画

1815年から1825年まで、モールスは画業の腕を磨き、アメリカの文化と生活の本質を絵に捉えようとした。1816年、連邦党所属の元大統領ジョン・アダムズの肖像画を描いた。そのころ、ダートマス大学で連邦主義者と反連邦主義者の衝突が起こった。1817年、モールスは同大学学長 Francis Brown と後のダートマス大学訴訟 (1819) で大学側と対立したウッドワードの肖像画を描いている。
また、サウスカロライナ州チャールストンの上流階級で肖像画の依頼を求めている。1818年に描いた Mrs. Emma Quash の肖像画はチャールストンの豊かさを象徴していた。モールスは若い画家としてはかなり成功を収めた。しかし1819年に経済恐慌が起きて絵の依頼が減少し、生活が大きく変化した。カルヴァン主義では恐慌で生じた不和を修復できず、モールスの父は30年間務めた牧師の地位からの辞任を強制された。教会はユニテリアン主義の支部となり、モールスの父のカルヴァン主義とは相容れないものとなり、政治的にも反連邦主義となった。
モールスは父の宗教的信念を尊敬していたが、政治的にはユニテリアンと近い考え方だった。モールスはニューハンプシャー州ポーツマスの有名なユニテリアンへの改宗者 Pickerings の肖像画も描いている。ユニテリアンへの共感は反連邦主義的考え方の表れと捕らえる評論家もいる。1820年、当時の大統領ジェームズ・モンローの肖像画を描いた。

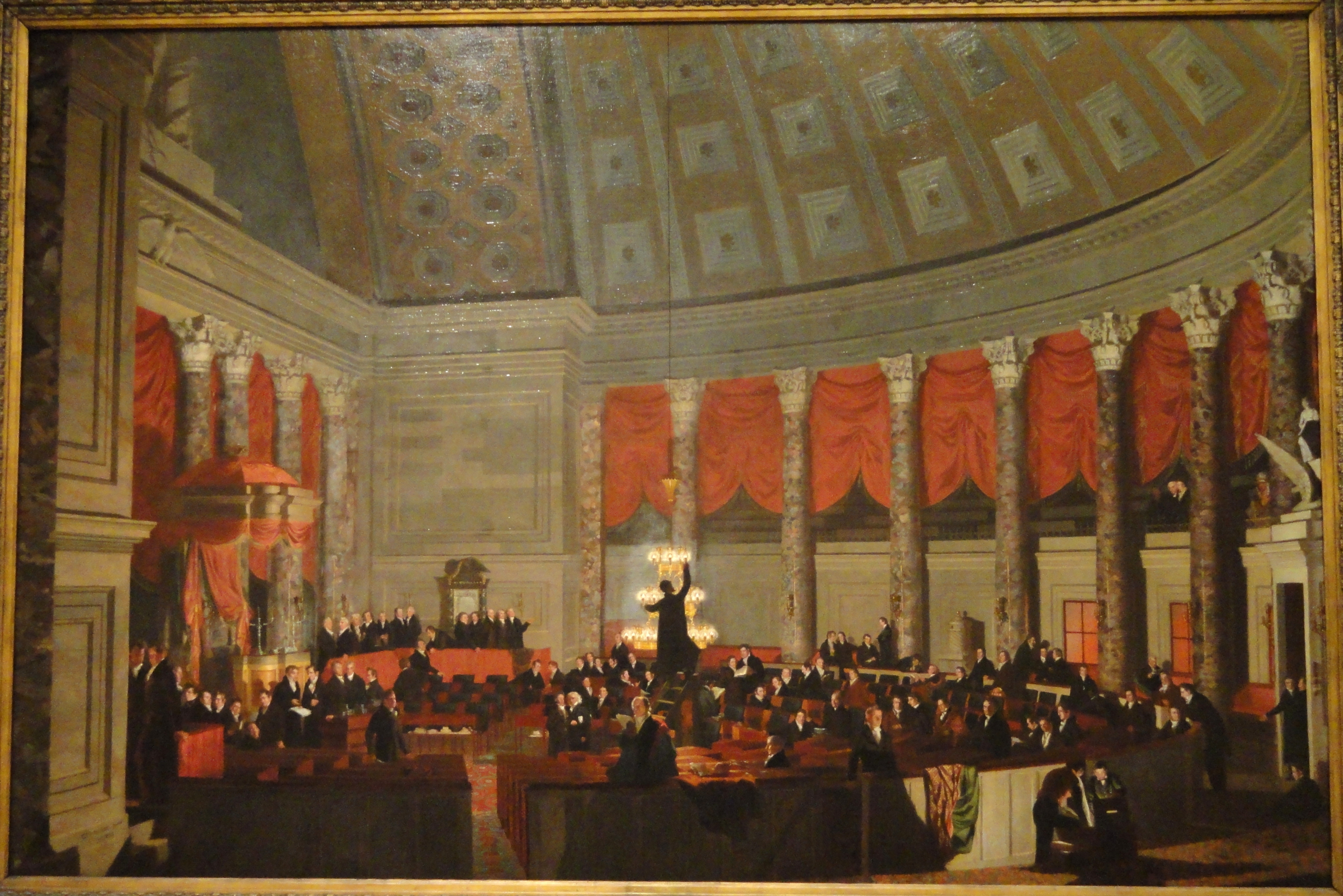
The House of Representatives (1822-23)

そのころニューヘイブンに移住。1821年、議会の様子を絵にするよう依頼された。当時フランソワ・マリウス・グラネの The Capuchin Chapel in Rome という絵がアメリカ各地で25セントの入場料をとって展示され成功を収めていた。アメリカ合衆国下院を描いた House of Representatives もその描法を真似て建築を精巧に描き、劇的な光と影の演出が加えられている。彼はこの若い国家に栄光をもたらすようなアメリカ独自の題材を好んでとりあげ、アメリカ的民主主義を表現した。彼はワシントンD.C.に赴いて新しい議事堂をスケッチし、そこに80人の議員を描き入れた。劇的効果を上げるため、また民主主義の原則への議員たちの献身が昼夜行われていたことを強調するため、夜のシーンにしている。この絵はニューヨークで展示された際、あまり人気にならなかった。むしろジョン・トランブルが少し前に描いた『アメリカ独立宣言』の方が賞賛を浴びた。モールスの方は夜のシーンにしたために画面が暗く、何が起きているのかわかりにくかったのかもしれない。
1825年にはニューヨーク市から1,000ドルでアメリカ合衆国の独立を支援したフランス人ラファイエット侯爵の肖像画を依頼された。アメリカ独立を支援した人物として堂々とした肖像を描かなければならない感じたモールスは、壮大な日没を背景に描いた。ラファイエット侯爵の右手には3つの台座があり、2つの胸像がそこに描かれている。1つはベンジャミン・フランクリンの胸像、もう1つはジョージ・ワシントンの胸像で、残る台座がラファイエット侯爵のために用意されていることを暗示している。ラファイエット侯爵とは独立戦争について語り合い、モールスは大きな影響を受けた。
1825年、ニューヨークにナショナル・アカデミー・オブ・デザインを設立。初代所長を務める（1826年-1842年）。また、ニューヨーク大学の美術教授も務めた。

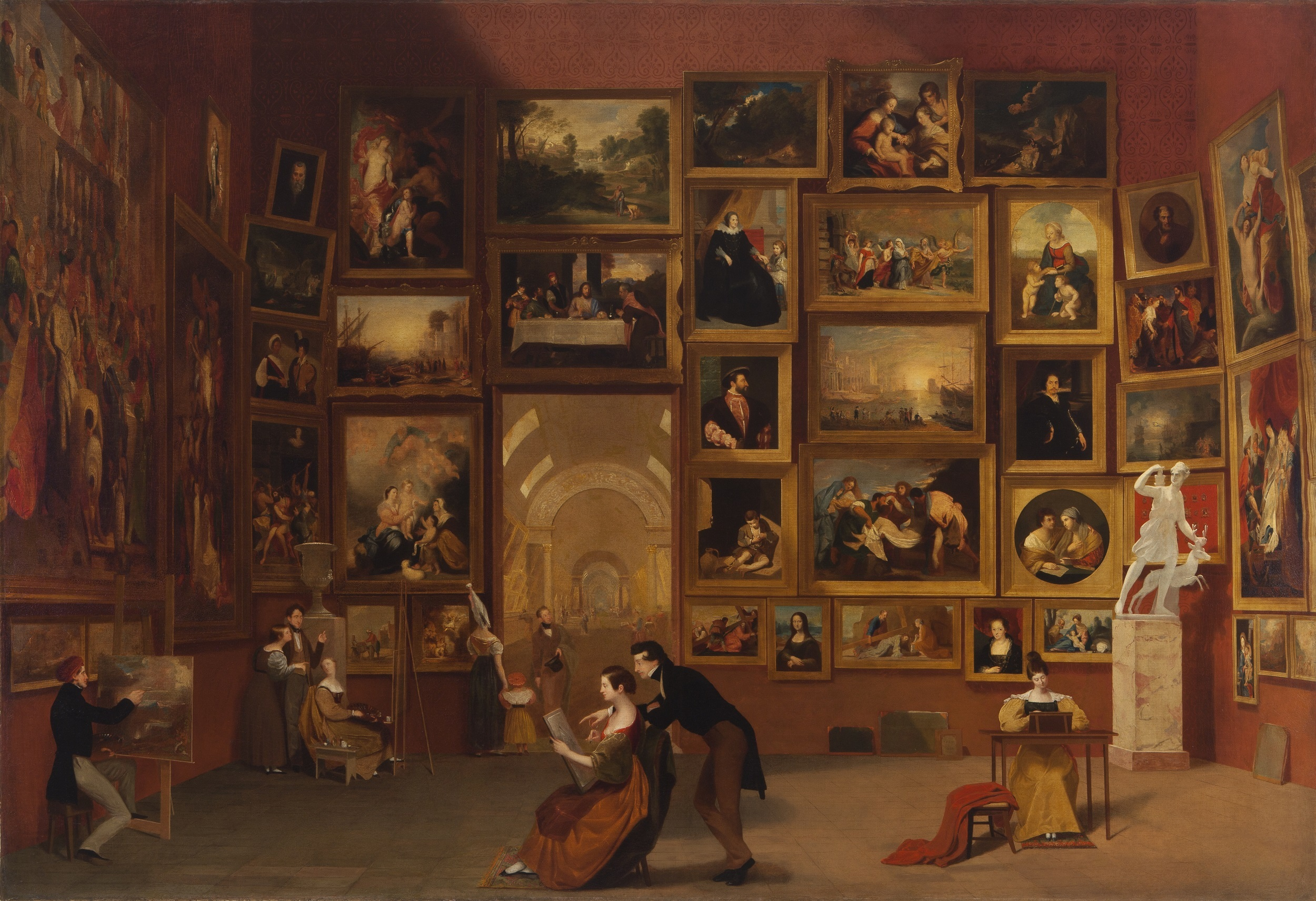
Gallery of the Louvre (1831-33)

1830年から1832年にかけて、イタリア、スイス、フランスとヨーロッパを旅行して周り、絵画の修行をしている。フランスでは作家ジェイムズ・フェニモア・クーパーと親交を深めた。また、ルーヴルの名画38作品を1つのキャンバスに模写した The Gallery of the Louvre という作品を描いた。この作品はアメリカに戻ってから完成させている。
1839年にもパリを訪れ、ルイ・ジャック・マンデ・ダゲールに会い、初期の写真機ダゲレオタイプに興味を持つようになった。モールスは New-York Observer 紙にその発明について投稿し、それがアメリカ各地の新聞に掲載されて注目されるようになった。
モールスの絵や彫刻の作品の一部は、ニュヨーク州ポキプシーにあるモールスが住んでいた屋敷ローカスト・グローブに展示されている。

## 電信

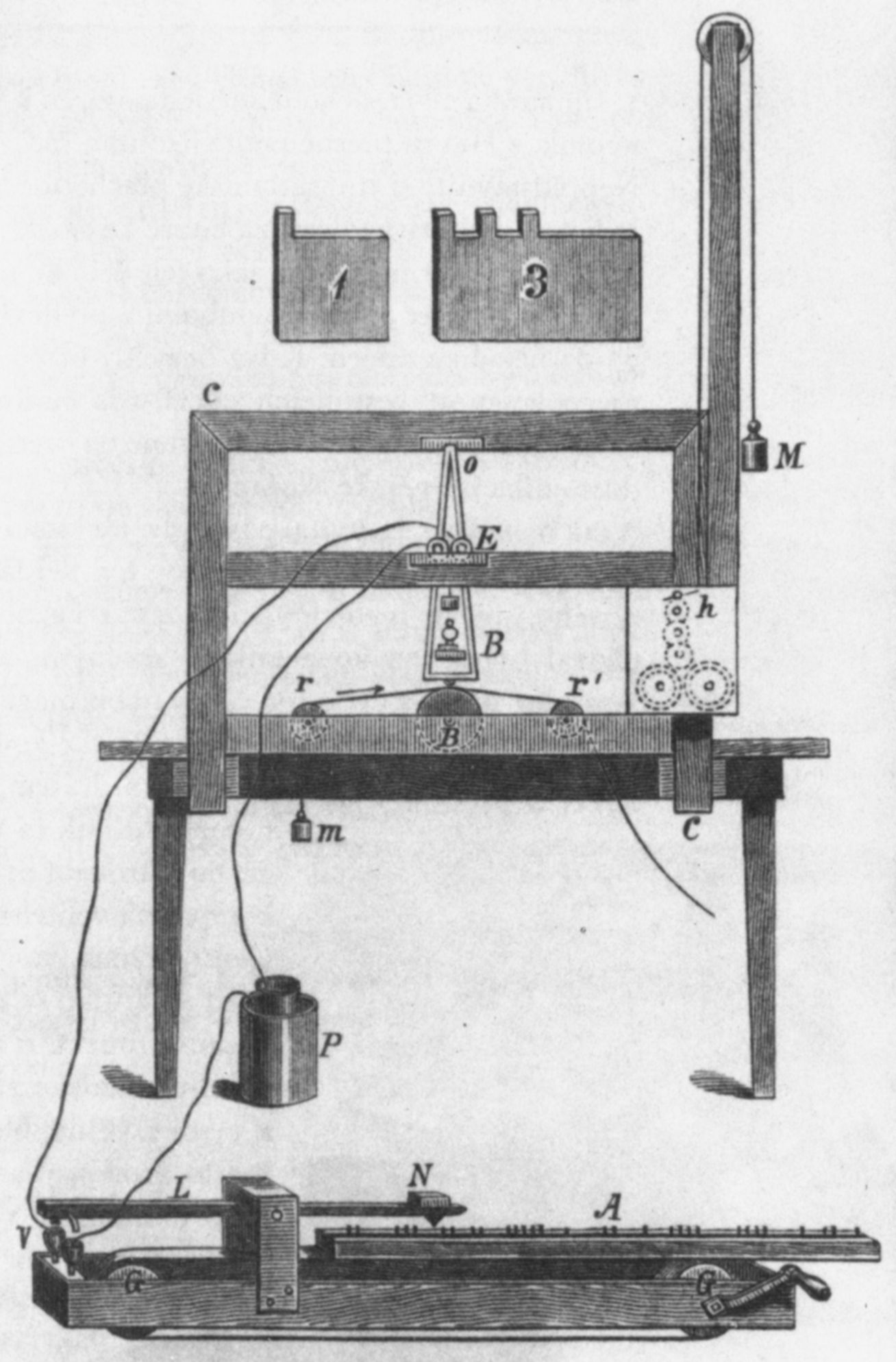
モールスの最初の電信機の図面

1825年、ワシントンD.C.でラファイエット侯爵の肖像画を描いているとき、馬に乗ったメッセンジャーが父からの「妻危篤」のメッセージを携えて現れた。モールスはすぐさまニューヘイブンに向かったが、到着したときには既に埋葬が済んだ後だった。妻の最期を看取れなかったことに傷ついたモールスは、高速な長距離通信手段の研究を始めた。
1832年、大西洋横断中の船内で電磁気学に詳しいボストンのチャールズ・トーマス・ジャクソンと出会う。ジャクソンの電磁石を使った様々な実験を見て、モールスは電磁石の導線を延伸させて一方の端で電流を断続させた場合、反対側の電磁石の磁気が変化する結果として信号を送ることができると考えた。モールスは描いていた The Gallery of the Louvre を脇に置き電信の着想を発展させ始めた。特許出願の際に提出されたモールスの最初の電信機はスミソニア協会の国立アメリカ歴史博物館が所蔵している。
そのころ、他の人々も電信のアイデアを生み出していた。1833年、ヴィルヘルム・ヴェーバーとカール・フリードリヒ・ガウスが電磁石を使った電信装置を作り、それを参考にしてウィリアム・クックとチャールズ・ホイートストンが電信を初めて商業化した。クックが電信を知るのは1836年で、モールスより4年遅いが、モールスよりも資金力があった。クックは元々は解剖学者だったが、電信を知るとそれに熱中し、3週間で電信機を製作した。ホイートストンもアメリカの科学者であるジョセフ・ヘンリーの業績に基づいて電信の実験を行っており、信号を長距離伝送するには、1つの電池を大型化するよりも小さい多数の電池を接続した方がよいという重要な発見をしている。1837年5月、クックとホイートストンは共同で電信の特許を取得し、すぐさまグレート・ウェスタン鉄道に21kmに渡る電信線を設置した。しかしクックとホイートストンの電信は複数の電信線を必要とするもので、後に1本の電信線で済むモールスの方式に取って代わられた。
1848年、モールスは友人への手紙で、電信の唯一の発明者と呼ばれるためにどれほど精力的に戦ったかを記している。

## 継電器

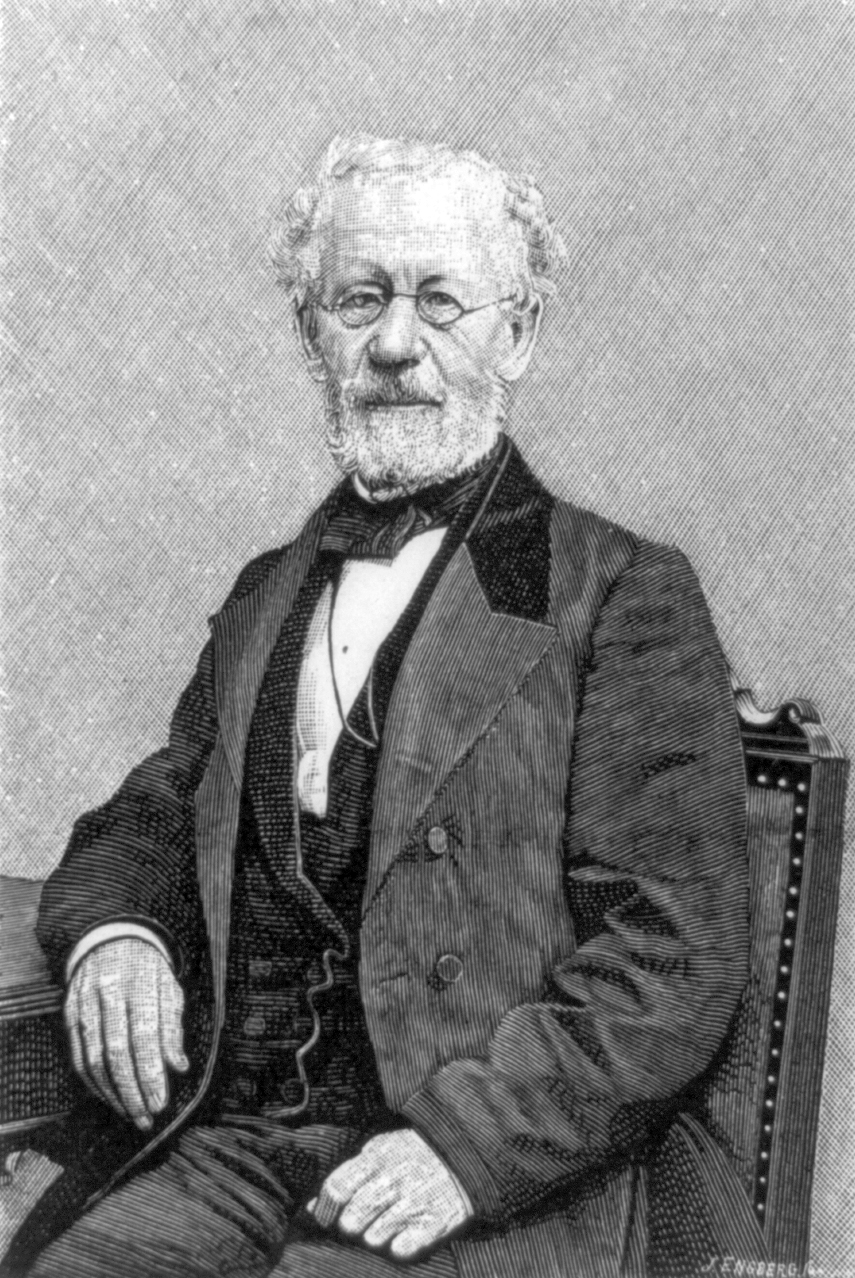
レナード・ゲール。電信信号の長距離伝送の達成を助けた。

モールスは、数百ヤード以上の電線では信号が減衰してしまい、長距離伝送できないという問題に直面した。突破口となったのはニューヨーク大学の化学の教授レナード・ゲールの洞察である（ゲールはジョセフ・ヘンリーの友人だった）。ゲールの助けを得て、モールスは電信線の途中に一定間隔で継電器を設置し、16km以上の信号伝送に成功。間もなくモールスとゲールは、資金力と洞察力を持つ若者アルフレッド・ヴェイルと出会う。1838年1月11日、ニュージャージー州モリスタウンにあるヴェイルの父が経営する鉄工所で、電信の公開デモンストレーションに成功した。継電器を使わない状態では伝送距離は2マイル (3km) が限界であり、彼らは念入りに計画して2マイルの電信線を工場の建物内に敷設した。最初に送ったメッセージは "A patient waiter is no loser" であり、多くの見物客がそれを目撃した。
1838年、ワシントンD.C.に赴いたが、連邦政府から支援を引き出すことには失敗した。そこでモールスはスポンサー獲得と特許取得のためヨーロッパに行き、ロンドンでクックとホイートストンが既に電信を商業化していることを知る。

## 連邦政府の支援
1842年12月、再度ワシントンD.C.に赴き、議事堂の2つの会議室の間に電信線を張って、相互にメッセージをやりとりする実験を行った。1843年、議会はボルチモア・アンド・オハイオ鉄道の線路に沿ってワシントンD.C.とボルチモア間61kmに電信線を敷設する予算3万ドルを承認。1844年5月1日、ホイッグ党の大統領候補としてヘンリー・クレイが選ばれたというニュースがボルチモアからワシントンD.C.に試験的に電信で伝えられた。

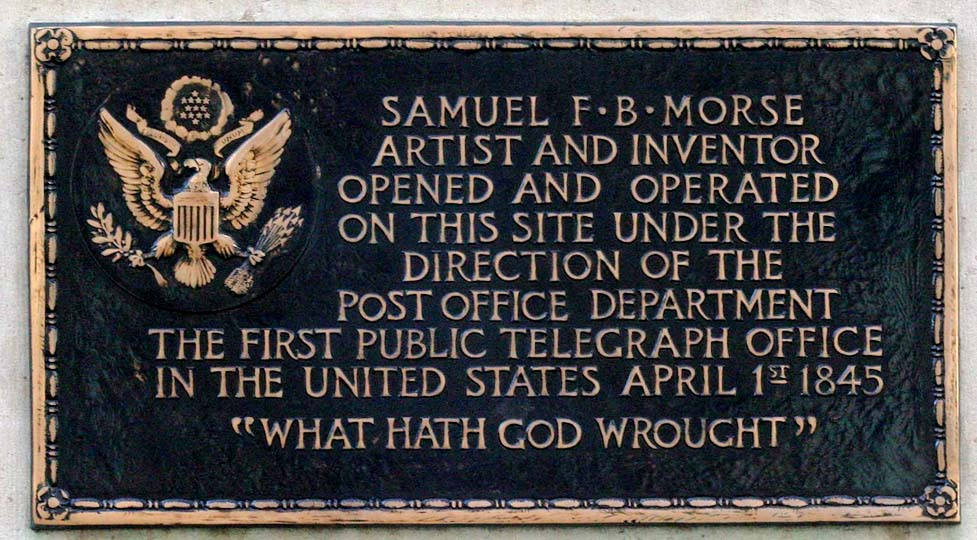
世界初の電信局を示す記念銘板

1844年5月24日、ワシントン-ボルチモア間の電信が正式に開通し、最初の電報としてモールスはワシントンからボルチモアに "What hath God wrought" という聖書の一節を送った。この言葉を選んだのは、米国特許商標庁長官 Henry Leavitt Ellsworth の娘である。Ellsworth はモールスの特許を擁護し、早くから出資者となった。このときの電信では、1分間に30文字を送信可能だった。
1845年5月、ニューヨークを拠点として電信網を敷設するため Magnetic Telegraph Company を創業。
モールスは一時期、ホイートストンやカール・アウグスト・フォン・シュタインハイルの考え方を採用し、水や鉄道線路など何らかの導体を電信の伝送に使おうとしたことがある。「電信の発明者」と呼ばれる権利を保持するため、様々な訴訟で徹底的に戦った。ただし、モールス符号の発明ではアルフレッド・ヴェイルが重要な役割を果たしている。初期のモールス電信機は単語と数値の対照表を用いていた。要するにdot(トン),dash(ツー)の組み合わせで語(word)や句(phrase)に符号づけしていたものである。これを共同研究者でエンジニアであるヴェイルが文字(character)符号として改良。実用化に際して利用の簡便さを追求したヴェイルは文字の使用頻度と符号の組み合わせについて調べた上で決定した。その後、多くの改良・変更を経たものが現在のモールス符号である。ヴェイルの文字符号は、現在ではアメリカン・モールス符号と呼ばれる。

## 電信の普及

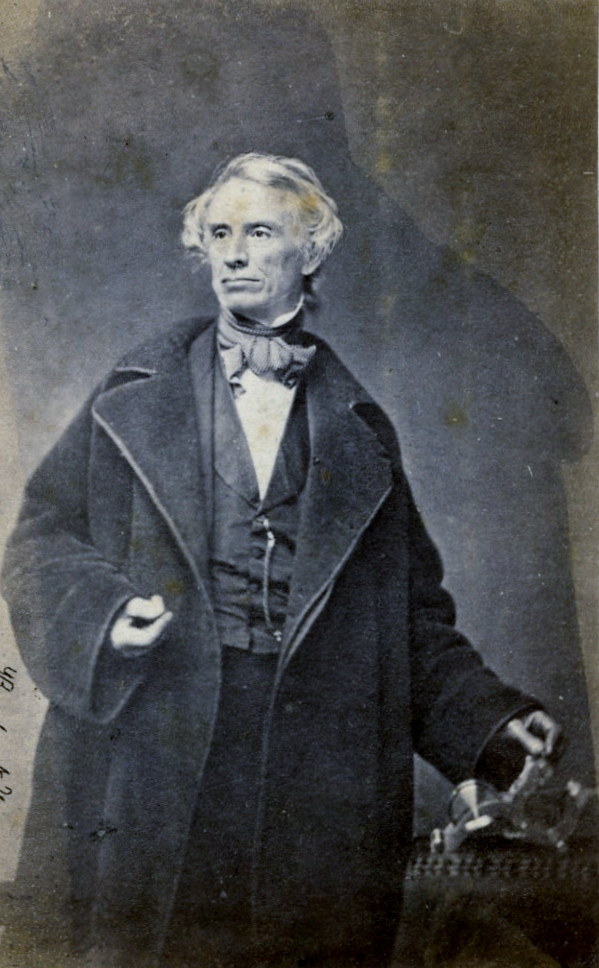
電鍵を手にしたモールス

1847年、イスタンブールにてアブデュルメジト1世から電信の特許を授与された。1849年にはアメリカ芸術科学アカデミーのフェローに選ばれた。
1850年代にはコペンハーゲンのトーヴァルセン美術館を訪れ、フレデリク7世から勲章を受章。お礼としてモールスは1831年に描いたベルテル・トーヴァルセンの肖像画を王に贈った。その絵は現在マルグレーテ2世が所有している。
モールスの電信装置は1851年、ヨーロッパでの電信の標準として正式に採用された。この時点でイギリス（および英連邦）だけはクックとホイートストンの方式を採用していた。
1856年にウエスタンユニオン社(Western Union Telegraph)を創設した実業家のシブレーはモールスを招聘。同社は1861年にニューヨーク－サンフランシスコ間の大陸横断電信線を完成させた。
1858年、プエルトリコを端緒として南アメリカでの電信普及に着手。モールスの長女スーザン・ウォーカー・モールス (1821-1885) は、叔父チャールズ・ピカリング・ウォーカーがプエルトリコのグアヤマで経営する農場をよく訪ねていた。そこでデンマーク人のエドワード・リンドと出会って結婚している。
リンドはプエルトリコのアロヨにて農場を購入し、モールスは冬になるとその農場で過ごすようになった。そこでアロヨの市街地にある娘の家と農場を結ぶ2マイルの電信線を敷設。1859年3月1日に開通式が行われた。
モールスがプエルトリコで最初に送った電報は、次の通りである。
"Puerto Rico, beautiful jewel! When you are linked with the other jewels of the Antilles in the necklace of the world's telegraph, yours will not shine less brilliantly in the crown of your Queen!"
モールスが Harrison Gray Dyar の業績から電信のアイデアを得たと主張する歴史家もいる。Dyar はモールスが特許を取得する18年も前に電信を発明している。

## 奴隷制度支持、反カトリック主義、反移民
モールスは19世紀中ごろ、反カトリック主義と反移民運動のリーダー的存在だった。1836年、反移民を掲げる Nativist Party からニューヨーク市長選に出馬したが、わずか1496票しか集められず敗退した。ローマを訪れた際は教皇の前でも帽子をとらなかった。これを見たスイス衛兵が駆けよって帽子を叩き落したという。カトリック組織に対抗してプロテスタントを団結させるため、「公的機関からカトリック教徒を追放する、カトリック国からの移民を制限する」といった法改正を主張。モールスはこれについて「我々はまず船に泥水が入ってくるのを止めなければならない。さもなくば沈没する」と書いている。
また、当時弟のシドニーが編集者を務めていた新聞『ニューヨーク・オブザーバー』によく投稿しており、カトリックの脅威と戦うべきだと主張した。それらの記事は他の新聞にも転載された。他にも、オーストリア政府とカトリック教団がアメリカを支配するために助成金を与えてカトリックの移民を増やそうとしていると主張していた。
著書 Foreign Conspiracy Against the Liberties of the United Statesでは、カトリックが単なる宗教ではなく政治システム、政治的な陰謀と専制のシステムだと主張した。
1850年代、モールスはアメリカの奴隷制を擁護しはじめ、神によって是認されているとした。"An Argument on the Ethical Position of Slaver" という論文で次のように記している。

奴隷制についての私の見方は短い。奴隷制は本来、罪ではない。それは神の知恵によって世界の始まりから定められた情け深く賢明な社会的状態である。したがって奴隷を所有していることは人格的なものとは無関係であり、親になったり、従業員を雇ったり、支配者になるのと何の違いもない。

## 結婚
1818年9月29日、コンコードにてルクレチア・ピカリング・ウォーカーと結婚。1825年2月7日、3番目の子の出産直後に妻が亡くなった。1848年8月10日、ユーティカにてサラ・エリザベス・グリズウォルドと結婚し、4人の子をもうけた。

## 後半生

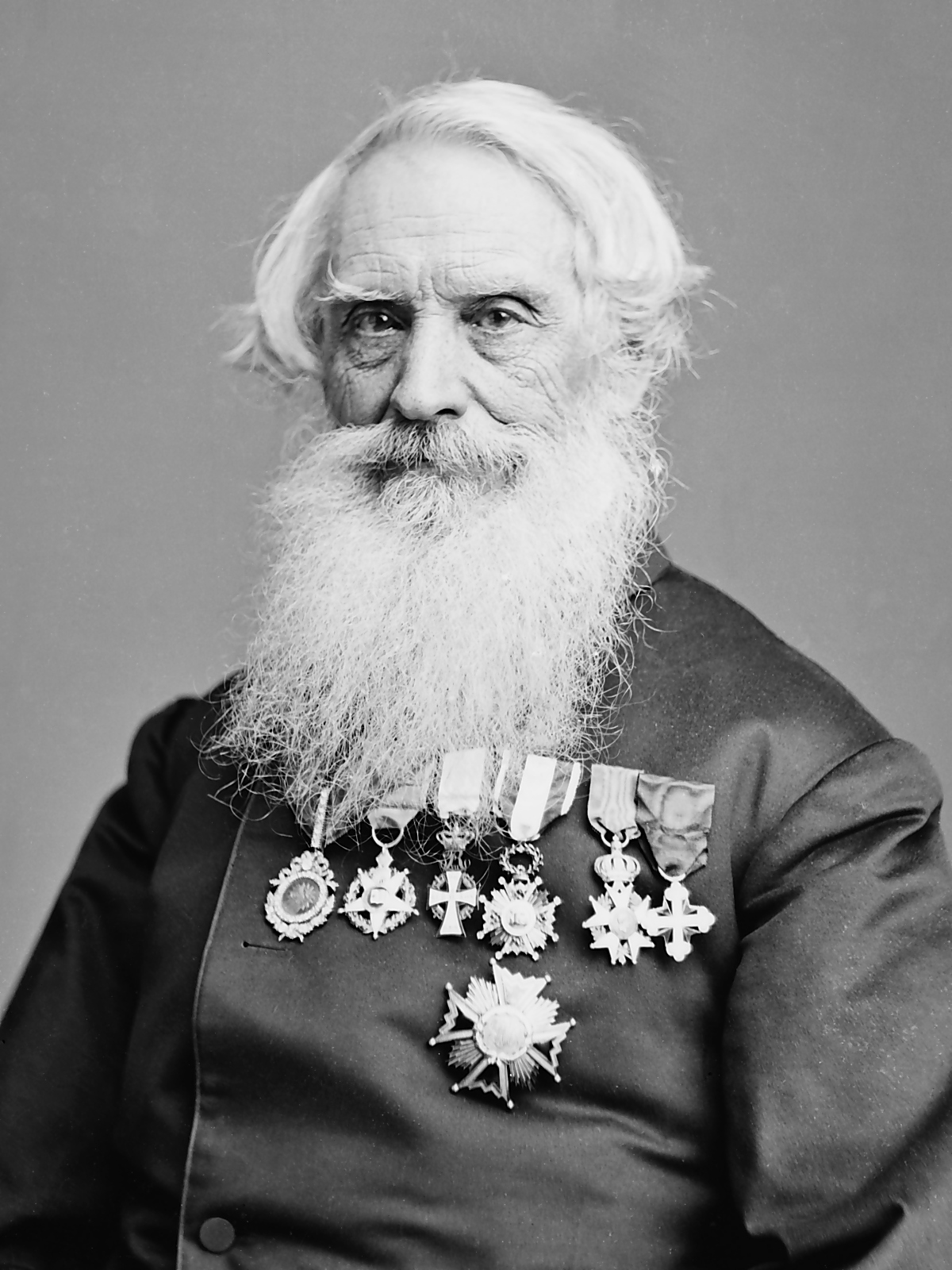
1866年の正装した写真

アメリカでは1840年に電信の特許を取得したが、その特許は無視され続け、訴訟も起きている。1853年の特許訴訟 (O'Reilly v. Morse) では合衆国最高裁判所までもつれ、最終的に電池と電磁石を組合せ、正しい電池の構成で実用的な電信を作ったのはモールスが最初であると認められた。しかし、その後もアメリカ合衆国連邦政府はモールスに対して公式には何の評価も与えなかった。
最高裁はモールスの全ての主張を認めたわけではない。1853年の件ではモールス符号体系のどのような応用についてもモールスが権利を主張できないと明確に判断され、その後のソフトウェア特許の規範となった。
パリの在フランスアメリカ合衆国大使の尽力もあり、ヨーロッパ各国から長年に亘ってモールスの特許を無視してきたことについて申し入れがあった。何かすべきだという認識が広まり、1858年、フランス・オーストリア・ベルギー・オランダ・ピエモンテ・ロシア・スウェーデン・トスカーナ・トルコの各国政府がモールス式電信施設の数に応じて金を出し合い、総額40万フランス・フラン（約8万ドル）をモールスに与えた。同じく1858年、スウェーデン王立科学アカデミーの外国会員に選ばれた。
モールスは電信のほかに大理石や石で彫刻を作るための工具も発明している。ただし、トーマス・ブランチャードが1820年に設計した先例があったため、特許は取得できなかった。
モールスは財産の多くを慈善活動に費やした。電信の特許を使って他者や企業が利益を上げても、特許料を徴収することはなかった。亡くなった際の遺産は約50万ドルだった。

## 栄誉と受賞

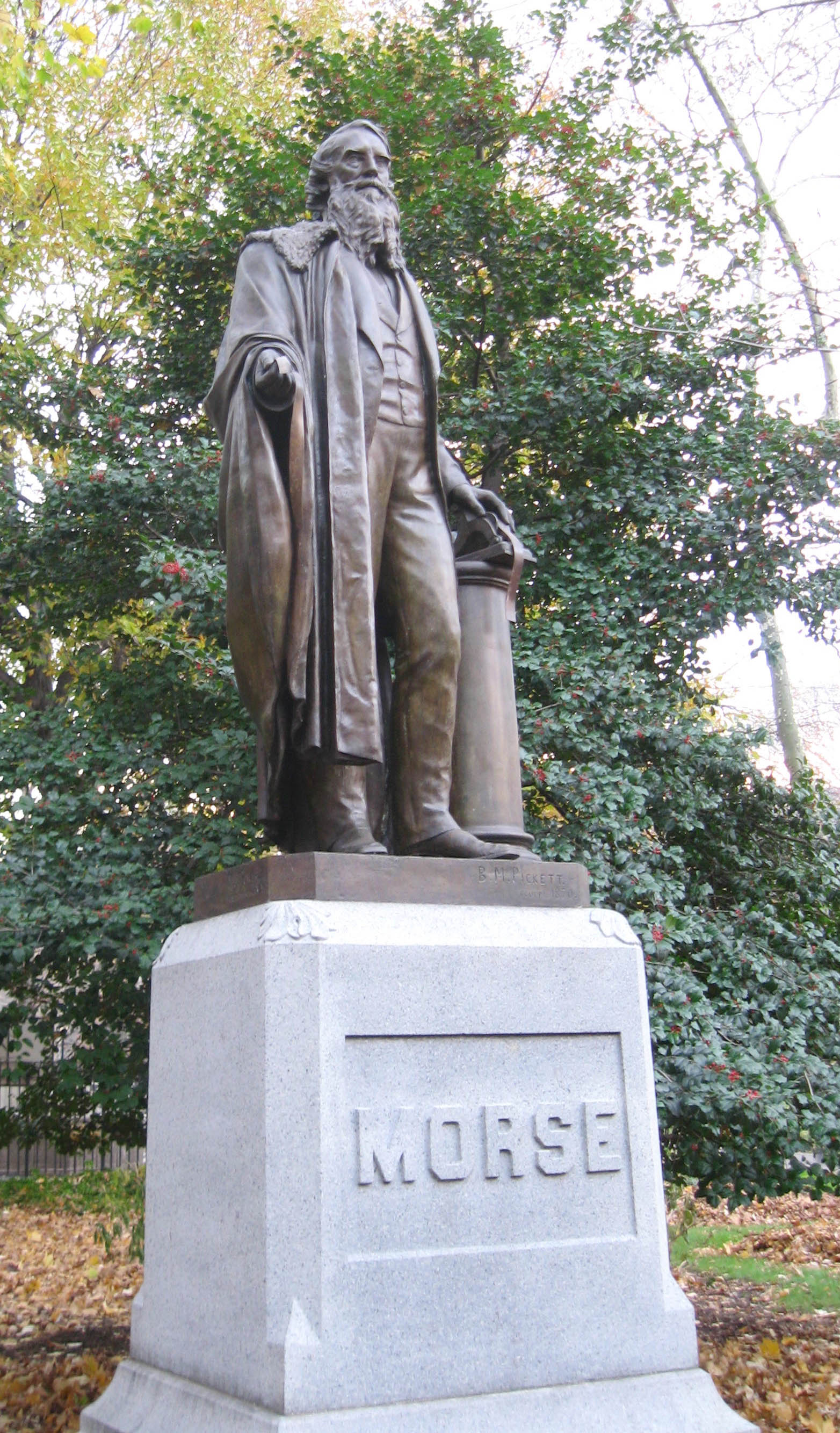
1871年に立てられたサミュエル・モールス像（ニューヨーク、セントラル・パーク）

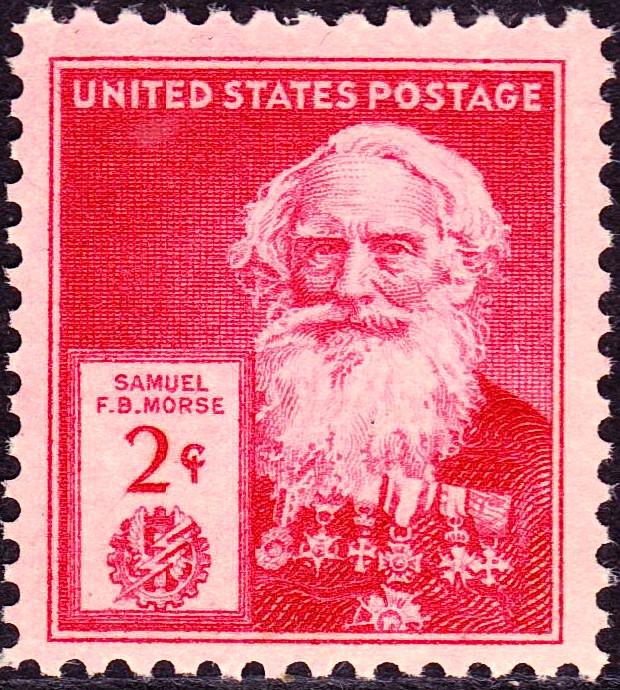
モールスの肖像が描かれた1940年のアメリカの切手

海外からは様々な賞や報酬を贈られたが、1871年6月10日にニューヨークのセントラルパークにブロンズ像が立てられるまで、アメリカではそのような動きが全くなかった。1896年にはアメリカの2ドル紙幣にロバート・フルトンと共にモールスの肖像が描かれた。サンフランシスコ連邦準備銀行の "American Currency Exhibit" のウェブサイトに画像がある。
1812年から1815年まで彼がロンドンで住んでいた場所 (141 Cleveland Street) にブルー・プラークが設置されている。
1872年4月3日のニューヨーク・タイムズに掲載された死亡記事によると、モールスは、オスマン帝国からダイヤモンド付きの勲章（1847年ごろ）、プロイセン王国から金の嗅ぎタバコ入れ（1851年）、ヴュルテンベルク王国から金メダル（1852年）、オーストリア皇帝フランツ・ヨーゼフ1世から金メダル（1855年）、フランス皇帝からレジオンドヌール勲章、デンマーク国王から勲章（1856年）、スペイン女王から勲章を受章・受賞している。他にもポルトガル王国の勲章（1860年）と聖マウリッツィオ・ラザロ勲章（1864年）も受章。1988年にはモールスの電信実験がIEEEマイルストーンに選ばれた。
LIFE誌が1999年に選んだ「この1000年で最も重要な功績を残した世界の人物100人（うちアメリカ人と分類されるのはわずか22人）」に選ばれている。
2012年4月1日、Googleはエイプリルフールのジョークとして、携帯電話でモールス符号を打ち込んでテキストを送信できる "Gmail Tap" を発表した。モールスの兄弟の子孫がGoogleでエンジニアとして勤めており、実際の製品も作るなどジョークに貢献した。

## ギャラリー

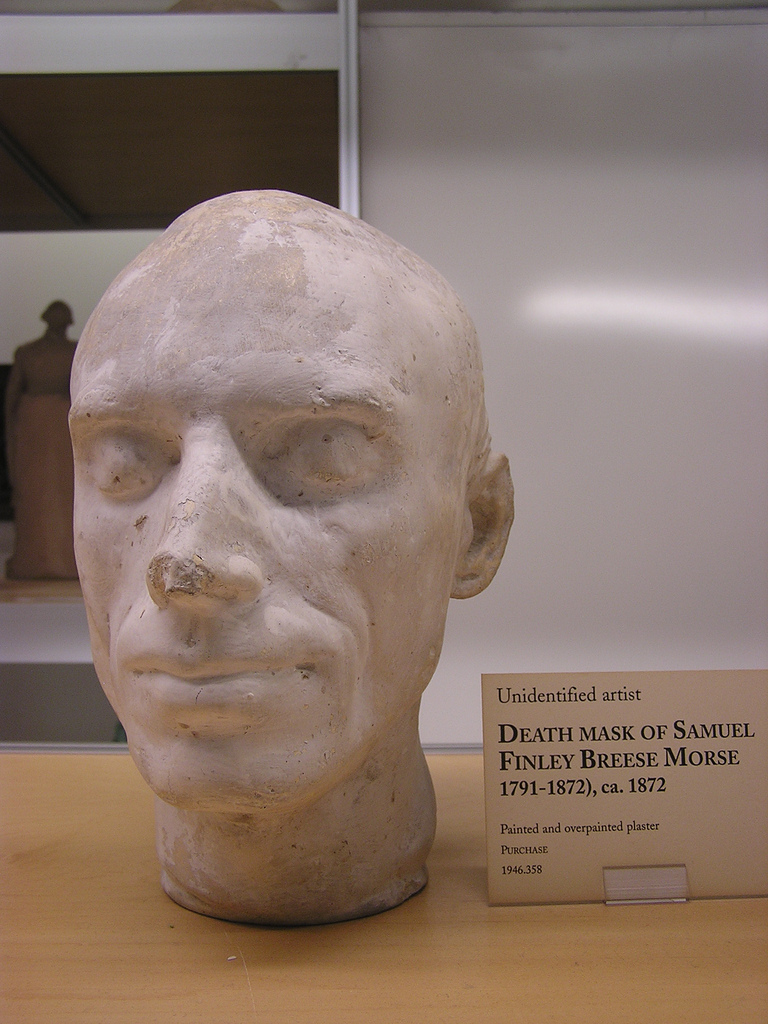
モールスのデスマスク
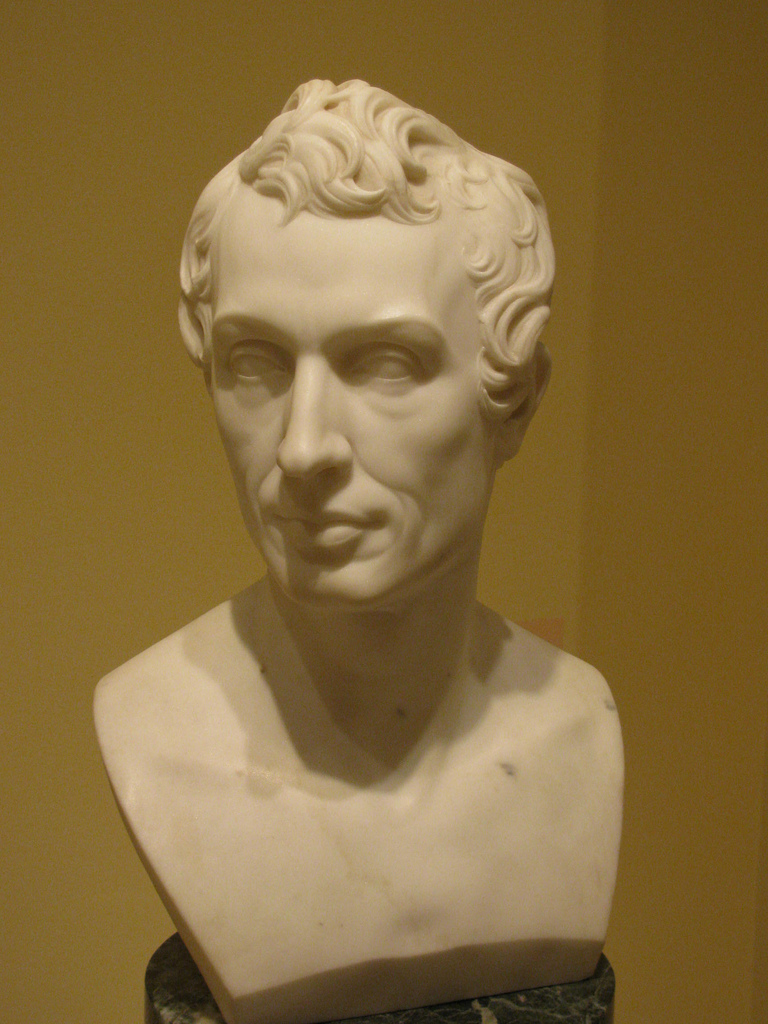
ホレーシオ・グリーノウによる胸像（1831年）
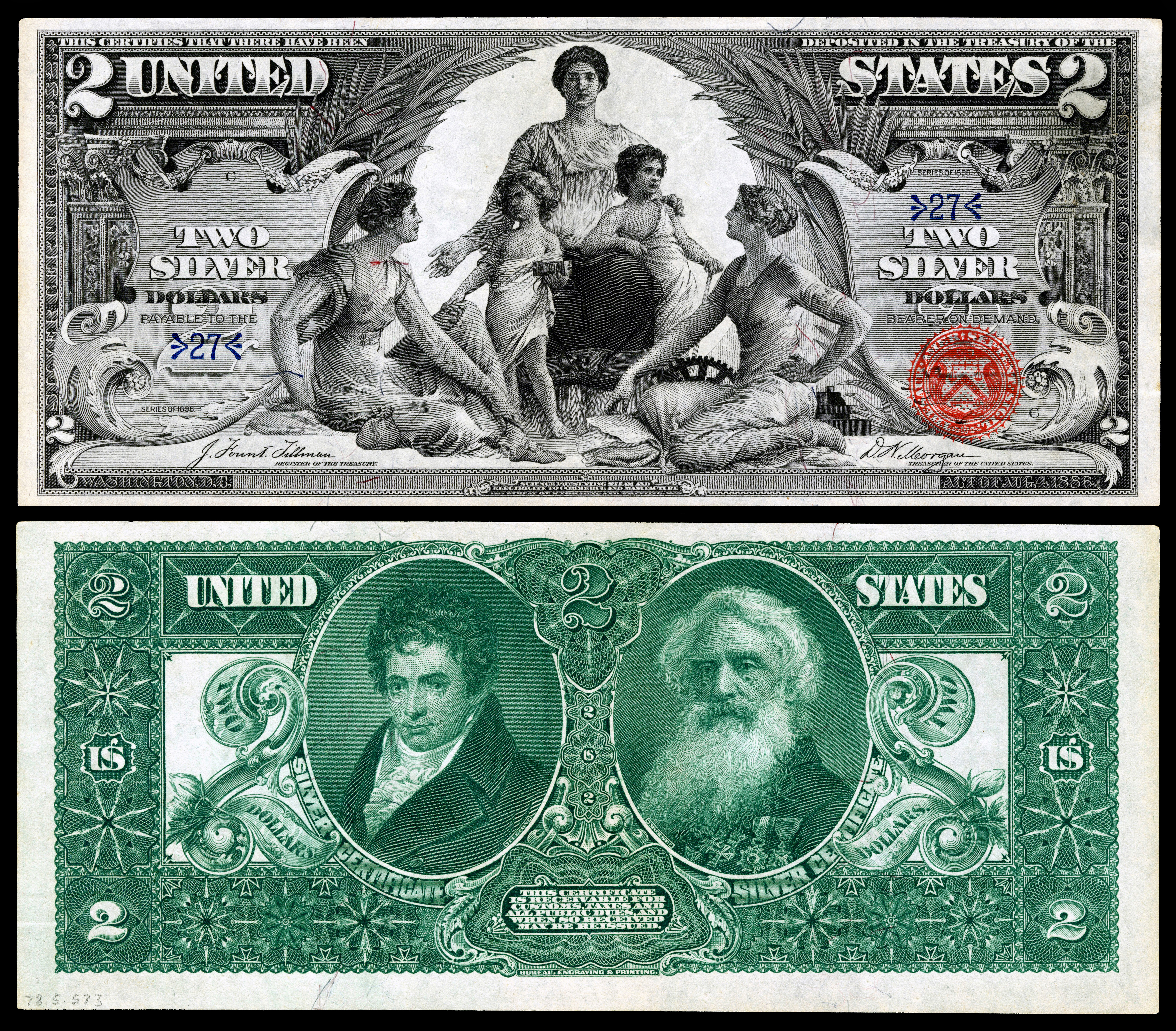
モールス（右）とロバート・フルトンを称える、いわゆる「教育シリーズ」の1896年発行の2つの米ドル紙幣

## 特許
- US Patent 1,647, Improvement in the mode of communicating information by signals by  the application of electro-magnetism, June 20, 1840
- US Patent 1,647 (Reissue #79), Improvement in the mode of communicating information by signals by  the application of electro-magnetism, January 15, 1846
- US Patent 1,647 (Reissue #117), Improvement in electro-magnetic telegraphs, June 13, 1848
- US Patent 1,647 (Reissue #118), Improvement in electro-magnetic telegraphs, June 13, 1848
- US Patent 3,316, Method of introducing wire into metallic pipes, October 5, 1843
- US Patent 4,453, Improvement in Electro-magnetic telegraphs, April 11, 1846
- US Patent 6,420, Improvement in electric telegraphs, May 1, 1849